# 傍士定治

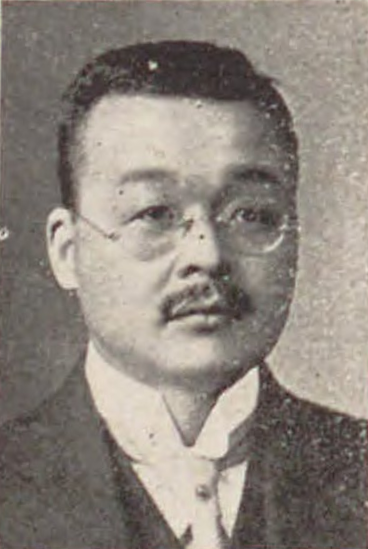
傍士定治

傍士 定治（ほうじ さだはる、1875年（明治8年）4月8日 - 1924年（大正13年）8月30日）は、明治から大正時代の政治家、実業家。衆議院議員。

## 経歴
傍士次、勘の長男として、高知県香美郡片地村（土佐山田町を経て、現在の香美市）に生まれる。東京帝国大学法科大学に学ぶ。1904年（明治37年）高知県会議員に当選。のち大阪市秘書課長、同東区長を歴任する。1921年（大正10年）夏、欧米を視察後、財界にも進出し、鶏林鉱業、日本ゼラチン各取締役、東大阪土地建物、日本ゼラチン、ライト商会各監査役などを歴任した。
1924年（大正13年）5月の第15回衆議院議員総選挙では高知県第3区から立憲政友会所属で出馬し当選するが、任期中に大阪市で死去した。